# Coda (film, 2021)
Pour les articles homonymes, voir Coda.
Pour plus de détails, voir Fiche technique et Distribution.
Coda ou Coda: le cœur à la musique au Québec est un film dramatique franco-américain écrit et réalisé par Sian Heder, sorti en 2021.
Il s'agit du remake du film franco-belge La Famille Bélier d'Éric Lartigau (2014). Le titre est l'acronyme de Child of deaf adult (que l'on peut traduire par « enfant entendant de parents sourds ») qui désigne, en anglais, un enfant entendant de parents sourds, tout en faisant référence au symbole musical de la coda.
Lors de la cérémonie des Oscars 2022, il reçoit l'intégralité des distinctions auxquelles il est nommé : Oscar du meilleur film, Oscar du meilleur scénario adapté et Oscar du meilleur acteur dans un second rôle pour Troy Kotsur.

## Synopsis
À Gloucester dans le Massachusetts vivent les Rossi, une famille de pêcheurs. Ruby (Emilia Jones) est le seul membre de la famille à ne pas être sourd. Au lycée, elle chante dans la chorale.

## Fiche technique
Sauf indication contraire, les informations mentionnées dans cette section peuvent être confirmées par la base de données cinématographiques IMDb,  présente dans la section « Liens externes ».
- Titre original et français : Coda
- Titre québécois : Coda: le cœur à la musique[1]
- Réalisation et scénario : Sian Heder, d'après le scénario du film La Famille Bélier d'Éric Lartigau, écrit par Victoria Bedos et Stanislas Carré de Malberg.
- Musique : Marius De Vries
- Direction artistique : Paul Richards et Jeremy Woolsey
- Décors : Diane Lederman
- Costumes : Brenda Abbandandolo
- Photographie : Paula Huidobro
- Montage : Geraud Brisson
- Production : Fabrice Gianfermi, Philippe Rousselet et Patrick Wachsberger
- Production déléguée : Sarah Borch-Jacobsen
- Coproduction : Ged Dickersin et Hester Hargett
- Sociétés de production : Vendome Pictures et Pathé Films, Picture Perfect Federation
- Société de distribution : Apple TV+
- Pays de production :  États-Unis,  France
- Langues originales : anglais, langue des signes américaine
- Format : couleur - 35 mm - 1,85:1
- Genres : Comédie dramatique et film musical
- Durée : 111 minutes
- Dates de sortie :
  - États-Unis : 28 janvier 2021 (festival du film de Sundance) ; 13 août 2021 (Apple TV+)
  - France, Québec[1] : 13 août 2021 (Apple TV+) ; 23 et 24 avril 2022 (exploitation limitée dans les salles de cinéma françaises)[3]

## Distribution
- Emilia Jones (VF : Camille Timmerman) : Ruby Rossi
- Marlee Matlin (VF : Laëtitia Lefebvre) : Jackie Rossi
- Troy Kotsur (VF : Jérémie Bédrune) : Frank Rossi
- Daniel Durant (VF : Jérémie Bédrune) : Leo Rossi
- Eugenio Derbez (VF : Enrique Carballido) : Bernardo Villalobos
- John Fiore (VF : Jean-François Aupied) : Tony Salgado
- Lonnie Farmer (VF : Swan Demarsan) : Arthur
- Kevin Chapman (VF : Laurent Maurel) : Brady
- Amy Forsyth : Gertie
- Courtland Jones (VF : Aude Saintier) : madame Simon
- Molly Beth Thomas : Audra
- Ferdia Walsh-Peelo (VF : Gabriel Bismuth-Bienaimé) : Miles
- Ayana Brown : le conseiller d'orientation

Photos des acteurs principaux
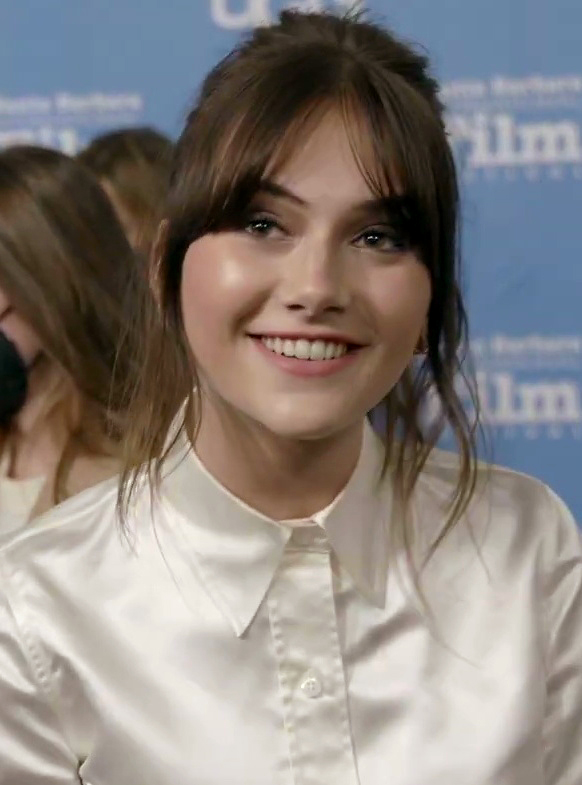
Emilia Jones interprète Ruby Rossi.
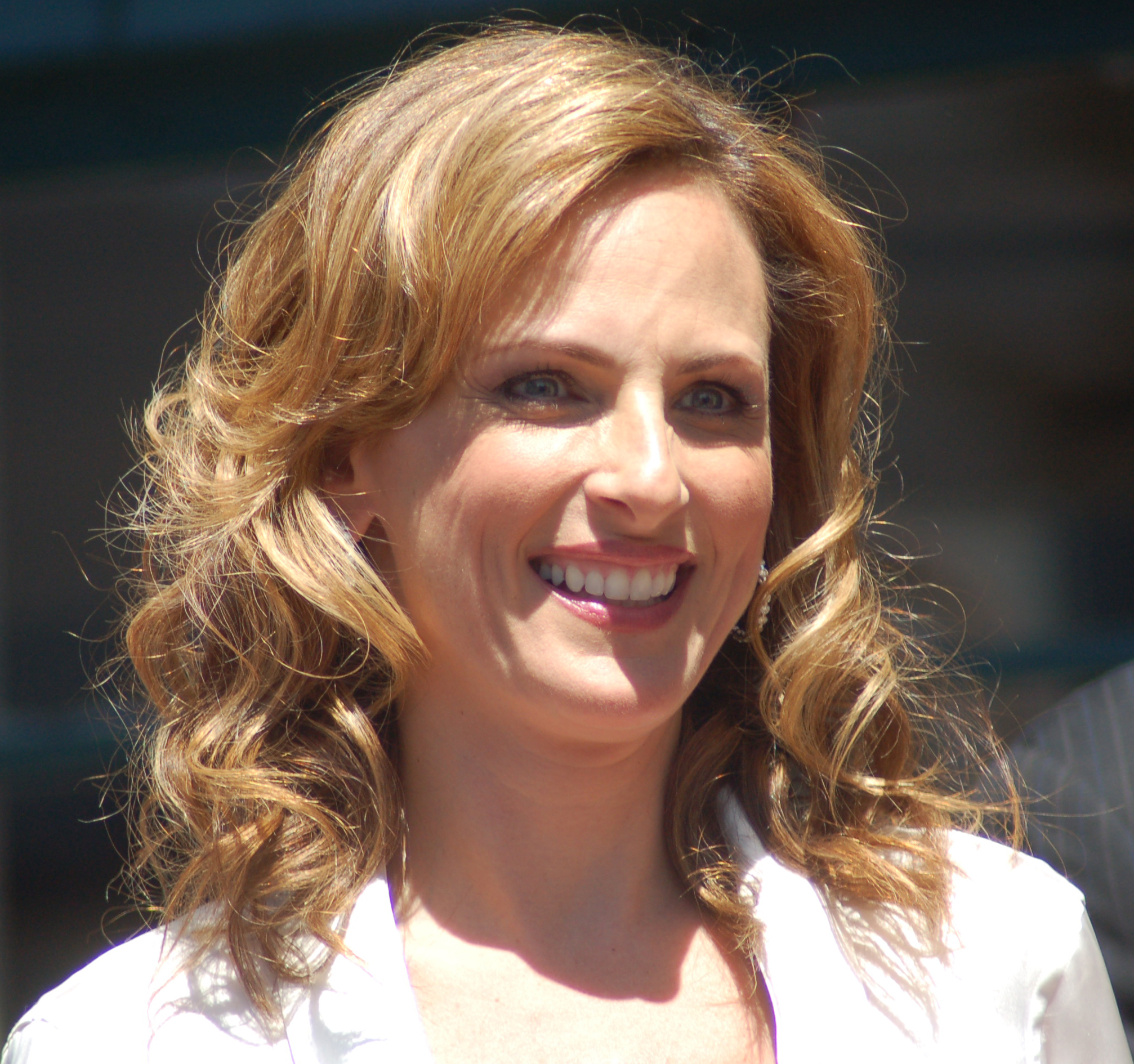
Marlee Matlin, Jackie.
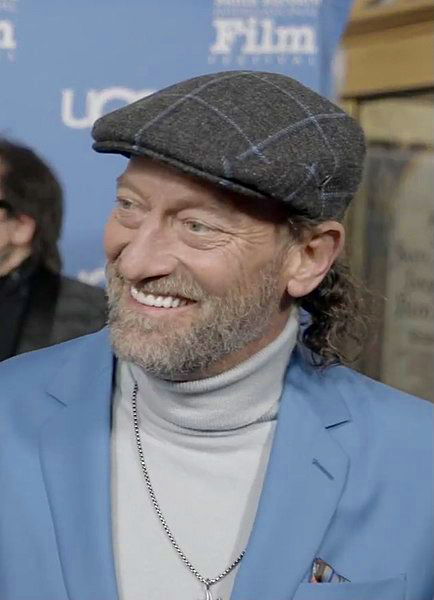
Troy Kotsur, Frank.
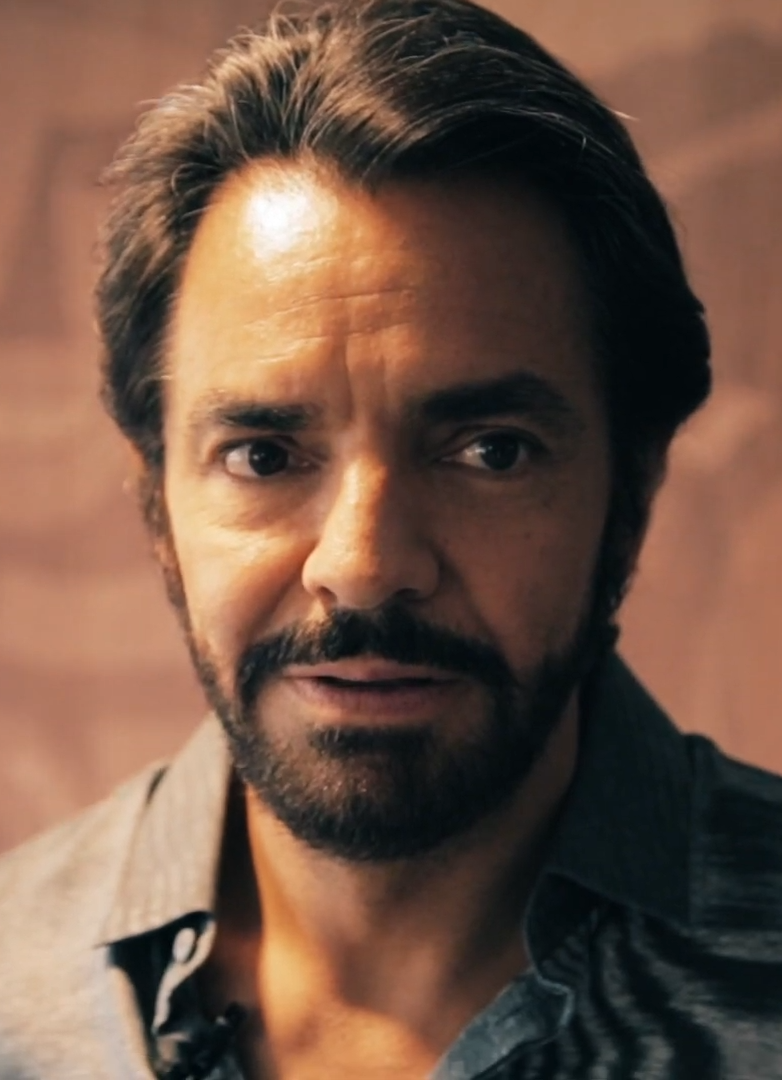
Eugenio Derbez, Bernardo « M. V. » Villalobos.

## Production

### Genèse et développement
Le film est écrit et réalisé par Sian Heder, il s'agit d'un remake américain du film franco-belge La Famille Bélier (2014) qui a connu un succès au box-office français. Philippe Rousselet est l'un des producteurs du film original, et a obtenu le droit d'adaptation du film. Avec le producteur, Patrick Wachsberger, il choisit Sian Heder pour réaliser le remake. Cette réalisatrice raconte : « Ils étaient intéressés par l'adaptation du film, mais ils voulaient qu’on le rende unique et que l’on prenne le même principe de l'original et, également, qu'on le réinvente ». En mai 2019, les sociétés Pathé Films et Vendôme production s'associent pour développer et produire les films américains, dont le premier est Coda.
Le film se déroule à Gloucester, en Massachusetts. Alors que le prédécesseur La Famille Bélier se déroule dans une ferme laitière en pleine campagne en France, Sian Heder choisit Gloucester pour son remake, pour mieux connaître la ville en visitant le North Shore (en). Sian Heder explique : « Pour moi, il a la connaissance d'être très pittoresque et typiquement de la Nouvelle-Angleterre, mais aussi avec un gravier de classe ouvrière ». Sian Heder a appris la langue des signes américaine, alors qu'il écrivait le scénario, avec 40 %  en langue des signes. Le réalisateur est soutenu par deux collaborateurs sourds qu'elle surnomme « maîtres de l'ASL », Alexandria Wailes (en) et Anne Tomasetti.
Pour préparer le film, Sian Heder a observé une usine de transformation de poisson et consulté les officiers de port régionaux sur la manière dont les autorités arrêteraient un bateau. Elle a reçu des observations venant de Kenneth Lonergan, réalisateur du film Manchester by the Sea (2016), dont l'action se déroule à Manchester-by-the-Sea (Massachusetts), et des membres de l'association de la pêche « Gloucester Fishermen's Wives Association ». Plusieurs consultants et un pêcheur expliquent à la réalisatrice la technique des pratiques de pêche

### Attribution des rôles
Sian Heder a engagé Marlee Matlin pour son film. Pendant le processus de développement, les financiers du film ne voulaient pas des acteurs sourds pour les personnages sourds. Marlee Matlin les a prévenus qu'elle abandonnerait le projet si on n'embauchait pas d'autres sourds, et les financiers ont fini par céder.
Sian Heder raconte que « Marlee, dans la vraie vie, est vraiment très drôle et a un sens d'humour noir. Son rôle est la femme du pêcheur, et a une forte personnalité qui convient parfaitement à son personnage ». Marlee Matlin a des relations avec le Deaf West Theatre à Los Angeles qui permet à Sian Heder de trouver d'autres acteurs sourds. Cette dernière y a rencontré Troy Kotsur  et l'engage en tant que pêcheur et père, ainsi que Daniel Durant après l'avoir déniché parmi des volontaires. Marlee Matlin, Troy Kotsur et Daniel Durant se connaissent fort bien pour avoir collaboré dans la comédie musicale L'Éveil du printemps (Spring Awakening).
La réalisatrice a également auditionnée quelques centaines d'adolescentes avant de choisir Emilia Jones pour rôle de Ruby Rossi, la fille entendante de la famille sourde. Elle a pris des cours de chant et appris la langue des signes américaine en neuf mois avant que la production ne commence. Sian Heder a également engagé Eugenio Derbez pour le rôle du chef de chœur .

### Tournage
Le tournage a lieu à Gloucester en Massachusetts, au milieu de l'année 2019.

### Musique
La musique du film est composée par Marius De Vries, dont la bande originale est sortie le 13 août 2021.
Liste de pistes
1. Something's Got a Hold on Me d'Etta James (2:49)
2. One Thing I Know How To Do (2:16)
3. It's Your Thing d'Emilia Jones et Ferdia Walsh-Peelo (2:00)
4. You're All I Need To Get By de Marvin Gaye et Tammi Terrell (2:49)
5. I Fought The Law The Clash (2:41)
6. Mr. V's Sonata (1:00)
7. The Observer (1:02)
8. Walk in the Woods / Belly Flop (2:01)
9. The Log (1:20)
10. Do You Ever Wish I Was Deaf? (1:12)
11. I've Got The Music In Me d'Emilia Jones et Ferdia Walsh-Peelo (3:09)
12. Starman d'Emilia Jones et Ferdia Walsh-Peelo (3:27)
13. You're All I Need To Get By (Duet Version) d'Emilia Jones & Ferdia Walsh-Peelo (2:25)
14. Going To Boston (2:14)
15. Both Sides Now d'Emilia Jones (4:39)
16. Wait Wait Stop Stop (3:36)
17. Beyond The Shore d'Emilia Jones (4:07)
18. Ruby's Theme (2:08)

## Accueil

### Festival et sortie
Le film est sélectionné et présenté en avant-première mondiale, à l'ouverture du festival du film de Sundance en janvier 2021 dans la catégorie « US Dramatic Competition ». Peu de temps après, Apple TV+ acquiert les droits de distribution du film pour un record festivalier de 25 millions de dollars.

## Distinctions

### Récompenses
- Festival du film de Sundance 2021[14] :
  - Grand prix du jury
  - Prix du public
- SAG Awards 2022 :
  - Meilleure distribution
  - Meilleur acteur dans un second rôle pour Troy Kotsur
- BAFA 2022 :
  - Meilleur acteur dans un second rôle pour Troy Kotsur
  - Meilleur scénario adapté
- Critics' Choice Movie Awards 2022 : meilleur acteur dans un second rôle pour Troy Kotsur
- Oscars 2022 :
  - Meilleur acteur dans un second rôle pour Troy Kotsur
  - Meilleur scénario adapté
  - Meilleur film

### Nominations
- Golden Globes 2022 :
  - Meilleur film dramatique
  - Meilleur acteur dans un second rôle pour Troy Kotsur
- BAFA 2022 : meilleure actrice pour Emilia Jones